# Leichtathletik-Weltmeisterschaften 2017/Teilnehmer (Angola)
| Gelbes Symbol für Goldmedaillen mit stilisierten Olympischen Ringen | Graues Symbol für Silbermedaillen mit stilisierten Olympischen Ringen | Braundes Symbol für Bronzemedaillen mit stilisierten Olympischen Ringen |
| ------------------------------------------------------------------- | --------------------------------------------------------------------- | ----------------------------------------------------------------------- |
| —                                                                   | —                                                                     | —                                                                       |

Der Leichtathletik-Verband Angolas, die Federação Angolana de Atletismo, hatte eine Athletin für die Weltmeisterschaften in London gemeldet, die dann aber nicht in der Startliste zu den Vorläufen stand.

## Ergebnisse

### Frauen

#### Laufdisziplinen
| Athletin      | Disziplin | Vorlauf                 | Vorlauf                 | Halbfinale | Halbfinale | Finale | Finale |
| Athletin      | Disziplin | Zeit                    | Platz                   | Zeit       | Platz      | Zeit   | Platz  |
| ------------- | --------- | ----------------------- | ----------------------- | ---------- | ---------- | ------ | ------ |
| Adriana Alves | 100 m     | nicht in der Startliste | nicht in der Startliste | –––        | –––        | –––    | –––    |